# Site archéologique de la montagne de la Trinité
Le site archéologique de la montagne de la Trinité est un monument historique de Guyane situé dans la ville de Mana.
Le site est inscrit monument historique par arrêté du 26 décembre 2000.